# Ghost (musical)
Ghost is een musical gebaseerd op de gelijknamige film Ghost uit 1990. De musical ging in 2011 in première en was vanaf juli dat jaar te zien in de West End in Londen. In 2012 opende de musical op Broadway in New York.

## Nederland
Producent Joop van den Ende Theaterproducties zou de musical naar Nederland halen; de musical zou vanaf 28 augustus 2012 te zien zijn in het Beatrix Theater in Utrecht en daar op 9 september in première gaan. Op 8 juni 2012 werd bekend dat de musical is uitgesteld. Het is (nog) niet duidelijk wanneer de musical wel in Nederland te zien zal zijn en of door het uitstel er veranderingen in de cast zullen komen.
In Parijs heeft Ghost in seizoen 2019-2020 gedraaid met een Nederlandse in de hoofdrol voor Molly: Moniek Boersma.

### Cast
- Sam Wheat: Ton Sieben (understudy: Stephan Mooijman)
- Molly Jensen: Celinde Schoenmaker (understudy: Elise Berends en Michelle Splietelhof)
- Oda Mae Brown: Joanne Telesford
- Carl Bruner: Freek Bartels
- Willie Lopez: Alessandro Pierotti
- Hospital Ghost:
- Subway Ghost:Bram Blankestijn
- Clara:
- Louise: